# Testo unico in materia di documentazione amministrativa
Il testo unico in materia di documentazione amministrativa è un testo normativo della Repubblica Italiana. Emanato col D.P.R. 28 dicembre 2000, n. 445, pevede disposizioni in materia di documentazione amministrativa per la pubblica amministrazione italiana.

## Struttura
Si articola in sette capi e settantotro articoli e una tabella di corrispondenza con la normativa raccolta:
- Capo I - Definizioni e ambito di applicazione (Artt. 1-5)

- Capo II - Documentazione amministrativa (Artt. 6-37)

- Capo III - Semplificazione della documentazione amministrativa (Artt. 38-49)

- Capo IV - Sistema di gestione informatica dei documenti (Artt. 50-70)
- Capo V - Controlli (Artt. 71-72)

- Capo VI - Sanzioni (Artt. 73-76)

- Capo VII - Disposizioni finali (Artt. 77-78)

- Tavola di corrispondenza

## Contenuto
Sono dettate disposizioni in tema gestione della documentazione amministrativa e l'obbligo di adottare un sistema di protocollo informatico. In particolare, sono dettate norme circa l'archiviazione documentale (con la creazione della figura del "Responsabile del servizio per la tenuta del protocollo informatico, della gestione dei flussi documentali e degli archivi"), di estrazione di copie autentiche (totali o parziali), nonché sulla Dichiarazione sostitutiva di certificazione e sulla dichiarazione sostitutiva dell'atto di notorietà, che entro certi limiti possono rispettivamente sostituire certificazioni e atti di notorietà della pubblica amministrazione. Ci sono poi disposizioni sulla durata e validità dei certificati anagrafici e sui documenti di riconoscimento, e alcune misure di smeplificazione per la partecipaziona ai concorsi pubblici.